# موریتس گوتل
موریتس گوتل (انگلیسی: Moritz Göttel؛ زادهٔ ۱۲ فوریهٔ ۱۹۹۳) بازیکن فوتبال اهل آلمان است.
از باشگاه‌هایی که در آن بازی کرده‌است می‌توان به باشگاه فوتبال بوخوم اشاره کرد.